# Benjamin Donnelly
Benjamin Donnelly (Oshawa, 22 de agosto de 1996) es un deportista canadiense que compitió en patinaje de velocidad sobre hielo. Ganó una medalla de bronce en el Campeonato Mundial de Patinaje de Velocidad sobre Hielo en Distancia Individual de 2016, en la prueba de persecución por equipos.

## Palmarés internacional
| Campeonato Mundial en Distancia Individual | Campeonato Mundial en Distancia Individual | Campeonato Mundial en Distancia Individual | Campeonato Mundial en Distancia Individual |
| Año                                        | Lugar                                      | Medalla                                    | Prueba                                     |
| ------------------------------------------ | ------------------------------------------ | ------------------------------------------ | ------------------------------------------ |
| 2016                                       | Kolomna (Rusia)                            | Medalla de bronce                          | Persecución por equipos                    |